# Bahnstrecke München Ost–Deisenhofen
| Überwerfungsbauwerk in München-Giesing |                                                       |                                             |                                             |
| Streckennummer (DB): | 5551                                                  |                                             |                                             |
| Kursbuchstrecke (DB): | 999.3                                                 |                                             |                                             |
| Kursbuchstrecke: | 429d (1946) 429g (München Ost – München-Giesing 1946) |                                             |                                             |
| Streckenlänge: | 13,0 km                                               |                                             |                                             |
| Spurweite: | 1435 mm (Normalspur)                                  |                                             |                                             |
| Streckenklasse: | D4                                                    |                                             |                                             |
| Stromsystem: | 15 kV 16,7 Hz ~                                       |                                             |                                             |
| Minimaler Radius: | 360 m                                                 |                                             |                                             |
| Streckengeschwindigkeit: | 120 km/h auf 2 Abschnitten nur 100 km/h               |                                             |                                             |
| Zugbeeinflussung: | PZB                                                   |                                             |                                             |
| Zweigleisigkeit: | Durchgängig                                           |                                             |                                             |
| |                                                       |                                             |                                             |
| \| \| \| von Simbach und Rosenheim \| \| \| \| 0,000 \| München Ost Pbf \| 531 m \| \| \| \| S-Bahn-Stammstrecke nach München Hbf (tief) \| \| \| \| \| nach München Hbf (Südring) \| \| \| \| 1,236 \| München St-Martin-Straße (seit 1972) \| München St-Martin-Straße (seit 1972) \| \| \| 2,160 \| München-Giesing \| München-Giesing \| \| \| 2,447 \| \| \| \| \| \| Mittlerer Ring (B 2 R) \| \| \| \| \| Anschluss Fa. Dallmayr \| \| \| \| \| Anschluss Straßenbahn-Hauptwerkstätte \| \| \| \| \| Anschluss Schrottplatz \| \| \| \| 3,178 \| München Ost Frankenwaldstraße \| München Ost Frankenwaldstraße \| \| \| \| nach Kreuzstraße \| \| \| \| 4,245 \| München-Fasangarten (seit 1972) \| 543 m \| \| \| 4,830 \| München-Fasangarten (bis 1971) \| München-Fasangarten (bis 1971) \| \| \| 5,688 \| Unterhaching Fasanenpark \| Unterhaching Fasanenpark \| \| \| 7,405 \| Unterhaching \| 558 m \| \| \| 7,849 \| Unterhaching Üst \| Unterhaching Üst \| \| \| 8,945 \| Taufkirchen (ehemals Bahnhof) \| 563 m \| \| \| \| Bundesautobahn 995 \| \| \| \| 11,025 \| Furth (b Deisenhofen) \| Furth (b Deisenhofen) \| \| \| \| von München Hbf \| \| \| \| \| Anschluss Gut Laufzorn \| \| \| \| 13,069 \| Deisenhofen \| 596 m \| \| \| \| nach Lenggries \| \| \| \| \| \| \| \| Quellen: [1][2][3] \| \| \| \| |                                                       |                                             |                                             |
| Strecke · Strecke |                                                       | von Simbach und Rosenheim                   | von Simbach und Rosenheim                   |
| Bahnhof · Bahnhof | 0,000                                                 | München Ost Pbf                             | 531 m                                       |
| Abzweig geradeaus und nach rechts · Strecke |                                                       | S-Bahn-Stammstrecke nach München Hbf (tief) | S-Bahn-Stammstrecke nach München Hbf (tief) |
| Kreuzung geradeaus oben · Abzweig geradeaus und nach rechts |                                                       | nach München Hbf (Südring)                  | nach München Hbf (Südring)                  |
| Haltepunkt / Haltestelle · Strecke | 1,236                                                 | München St-Martin-Straße (seit 1972)        | München St-Martin-Straße (seit 1972)        |
| Bahnhof · Strecke | 2,160                                                 | München-Giesing                             | München-Giesing                             |
| Verschwenkung nach links · Verschwenkung nach rechts | 2,447                                                 |                                             |                                             |
| Brücke |                                                       | Mittlerer Ring (B 2 R)                      | Mittlerer Ring (B 2 R)                      |
| Abzweig geradeaus und ehemals nach links |                                                       | Anschluss Fa. Dallmayr                      | Anschluss Fa. Dallmayr                      |
| Abzweig geradeaus und nach links |                                                       | Anschluss Straßenbahn-Hauptwerkstätte       | Anschluss Straßenbahn-Hauptwerkstätte       |
| Abzweig geradeaus und nach rechts |                                                       | Anschluss Schrottplatz                      | Anschluss Schrottplatz                      |
| Blockstelle | 3,178                                                 | München Ost Frankenwaldstraße               | München Ost Frankenwaldstraße               |
| Abzweig geradeaus und nach links |                                                       | nach Kreuzstraße                            | nach Kreuzstraße                            |
| Haltepunkt / Haltestelle | 4,245                                                 | München-Fasangarten (seit 1972)             | 543 m                                       |
| ehemaliger Bahnhof | 4,830                                                 | München-Fasangarten (bis 1971)              | München-Fasangarten (bis 1971)              |
| Haltepunkt / Haltestelle | 5,688                                                 | Unterhaching Fasanenpark                    | Unterhaching Fasanenpark                    |
| Haltepunkt / Haltestelle | 7,405                                                 | Unterhaching                                | 558 m                                       |
| Blockstelle | 7,849                                                 | Unterhaching Üst                            | Unterhaching Üst                            |
| Haltepunkt / Haltestelle | 8,945                                                 | Taufkirchen (ehemals Bahnhof)               | 563 m                                       |
| Brücke |                                                       | Bundesautobahn 995                          | Bundesautobahn 995                          |
| Haltepunkt / Haltestelle | 11,025                                                | Furth (b Deisenhofen)                       | Furth (b Deisenhofen)                       |
| Abzweig geradeaus und von rechts |                                                       | von München Hbf                             | von München Hbf                             |
| Abzweig geradeaus und ehemals von rechts |                                                       | Anschluss Gut Laufzorn                      | Anschluss Gut Laufzorn                      |
| Bahnhof | 13,069                                                | Deisenhofen                                 | 596 m                                       |
| Strecke |                                                       | nach Lenggries                              | nach Lenggries                              |
| |                                                       |                                             |                                             |
| Quellen: |                                                       |                                             |                                             |

Die Bahnstrecke München Ost–Deisenhofen ist eine zweigleisige, elektrifizierte Hauptbahn in Bayern. Sie verbindet den Bahnhof München Ost Pbf mit dem Bahnhof Deisenhofen und wurde am 10. Oktober 1898 eröffnet.

## Geschichte
Eine ursprüngliche Planung von 1892 sah zunächst den Bau einer Eisenbahnverbindung vor, die im Stadtgebiet weiter östlich im Bereich der heutigen Leuchtenbergring-Unterführung abgezweigt hätte, dann östlich von Berg am Laim nach Süden in Richtung des damaligen Baumkirchen abgebogen wäre und schließlich durch Perlach geführt werden sollte und im weiteren Verlauf im Wesentlichen der heutigen Strecke nach Aying entsprochen hätte. Im November 1894 wurde aber seitens der Regierung zunächst dem Bau der Strecke nach Deisenhofen der Vorzug gegeben. Diese wurde dann als eingleisige Strecke errichtet, mit der damaligen Maximiliansbahn in Deisenhofen verbunden und als für die damalige Zeit typische Vorortbahn betrieben. Die Züge verkehrten aber nur bis Deisenhofen, eine Weiterfahrt war nur per Umsteigen möglich. Zu Dampflok-Zeiten kamen u. a. Loks der DR-Baureihe 64 zum Einsatz, später dann Loks der Baureihen 211 und 212. Am 15. Mai 1934 kam der Haltepunkt in Furth hinzu.

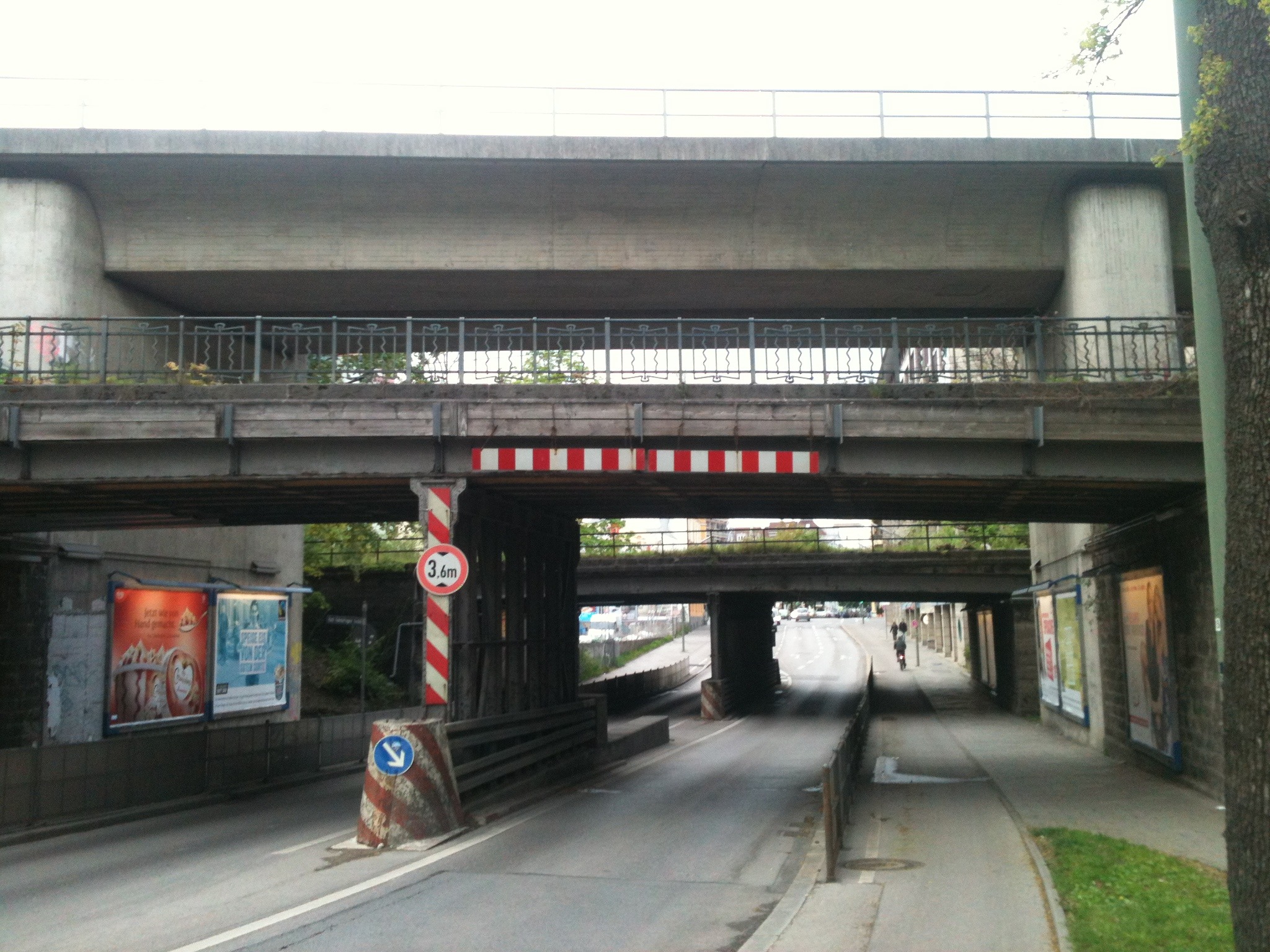
Balanstr. mit zwei separaten Brücken für diese Strecke

Als Vorbereitung für den S-Bahn-Betrieb wurde diese und der südlich anschließende Streckenabschnitt nach Holzkirchen zum 29. September 1968 elektrifiziert. In den folgenden Jahren erfolgte dann der zweigleisige Ausbau, wobei im inneren Teil des Stadtgebiets zwei neue Gleise errichtet wurden parallel zur bisherigen eingleisigen Strecke, was auch heute noch gut zu sehen ist an einigen Stellen (separate Ausfädelung, Brücken über Balan- und Werinherstraße).

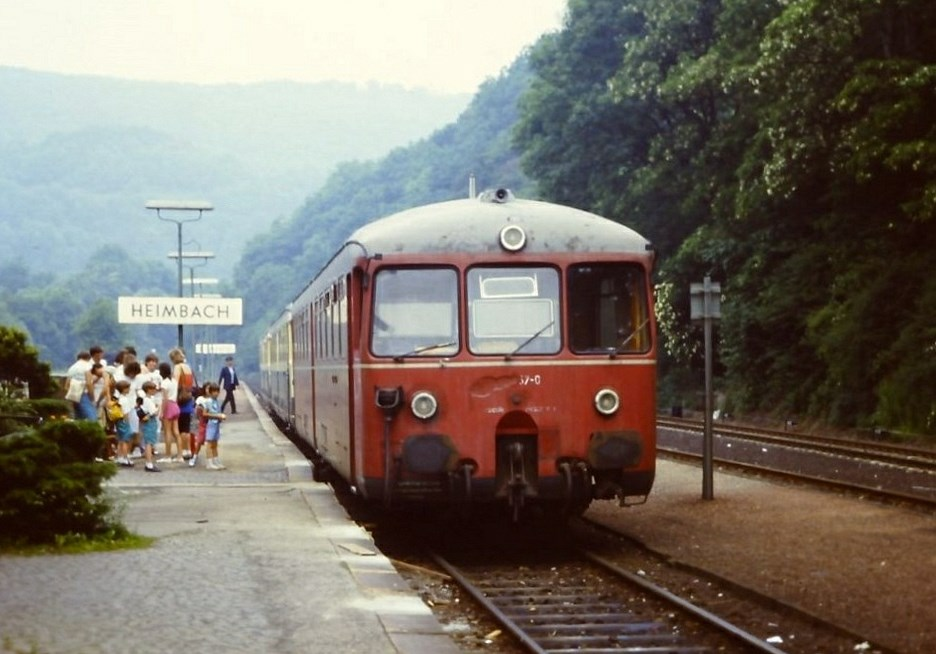
DB-Baureihe 515

 Zu dieser Zeit kamen auch Akkumulatortriebwagen der Baureihe 515 zum Einsatz. Rechtzeitig zu den Olympischen Sommerspielen 1972 waren die Ausbauten beendet und der S-Bahn-Betrieb wurde am 28. Mai 1972 aufgenommen mit den sogenannten Olympiawagen. Zu diesem Zeitpunkt kamen auch erst die Haltepunkte St.-Martin-Straße und Fasanenpark hinzu.

## Zukünftige Planungen
Im Rahmen der durchgeführten Gutachten zum Projekt "Bahnausbau Region München" wurde auch eine Verbindung eines Südastes der zweiten Stammstrecke zur Bahnstrecke München Ost–Deisenhofen untersucht und für positiv befunden. Damit verbunden wären jedoch weitere Netzergänzende Maßnahmen.

## Streckenführung
Die beiden S-Bahn-Gleise fädeln im nordwestlichen Bereich des Ostbahnhofs Richtung Südwesten aus und haben eine eigene Brücke über die Rosenheimer Straße, wohingegen das dritte Gleis auf der anderen Bahnhofseite ausfädelt und zusammen mit den Gleisen der Bahnstrecke München–Rosenheim die Rosenheimer Straße quert. Danach überqueren die S-Bahn-Gleise die der Rosenheimer Strecke (Südring), so dass alle drei Gleise ab dem Bereich der Balanstraße parallel verlaufen. Die Auffahrtsrampen zu diesen Brücken und Überwerfungsbauwerken sind die einzigen nennenswerten Steigungen auf dieser Strecke, die ansonsten durch weitgehend plane Landschaft führt. Anschließend biegt die Strecke in einem weiten Bogen am Ostfriedhof vorbei nach Süden ab.
In diesem Bereich zwischen Ostbahnhof bis kurz vor der Brücke über die Chiemgaustraße verläuft das dritte Gleis ohne Bahnsteige an den beiden S-Bahn-Haltestellen St-Martin-Str. und München-Giesing vorbei. Es wird hauptsächlich für Güterverkehr zu mehreren Firmen mit Gleisanschluss genutzt. Dies ist auch südlich der Brücke noch teilweise der Fall bis zum Abzweig der Strecke nach Kreuzstraße. Hier befindet sich auch ein Gleisanschluss zur Straßenbahn-Hauptwerkstatt. Nach dem Fasanenpark (zu Unterhaching), der ersten Station außerhalb Münchens, wendet sich die Strecke in mehreren leichten Kurven allmählich Richtung Südwesten, überquert die A995 und biegt kurz vor Deisenhofen Richtung Südsüdost ab, so dass sie parallel zur Bahnstrecke München–Lenggries ihren Endpunkt erreicht.

## Verkehr
Heute wird die Bahnstrecke von den Zügen der S-Bahn München befahren. Auf ganzer Länge wird sie von der S-Bahn-Linie S3 Mammendorf–Ostbahnhof–Deisenhofen–Holzkirchen bedient. (Im Zusammenhang mit dem S-Bahn-Verkehr wie mit den städtischen Verkehrsmitteln wird der Bahnhof München Ost als Ostbahnhof kommuniziert.) Zwischen Ostbahnhof und München-Giesing fährt außerdem die S5 Pasing–Kreuzstraße auf der Strecke (Stand 2025). Daneben existiert im gleichen Bereich ein drittes paralleles Gleis für den Gütertransport, dessen Verlauf zum Teil dem der früheren Lokalbahnstrecke entspricht. Gelegentlich finden auch Sonderfahrten mit lokbespannten Zügen statt, die von Giesing, Gleis 1 aus starten.

## Besonderheiten

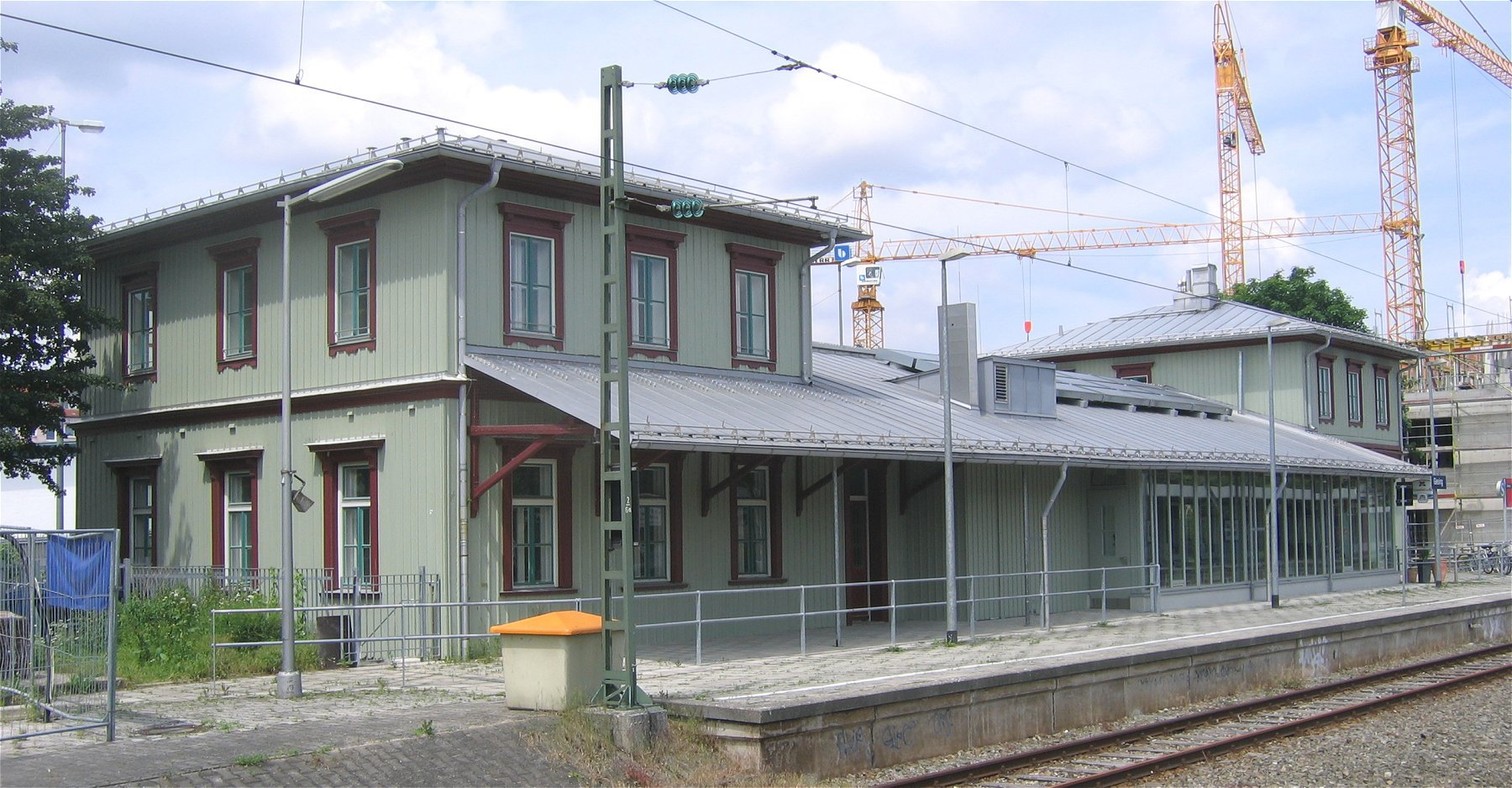
Bahnhof München-Giesing

Zwischen Ostbahnhof und dem Überwerfungsbauwerk zwischen den Stationen München-Giesing und Fasangarten ist die Strecke eine der wenigen in Deutschland mit Linksverkehr. Diese Besonderheit ermöglicht den S-Bahnen am Ostbahnhof das Einfädeln in die S-Bahn-Stammstrecke bei gleichzeitigem Fahrtrichtungswechsel, ohne den Gegenverkehr zu kreuzen. Das Überwerfungsbauwerk stellt den Übergang zum regulären Rechtsverkehr auf dem Rest der Strecke her. Im Bereich dieses Überwerfungsbauwerks zweigt auch die Bahnstrecke München-Giesing–Kreuzstraße ab. Eine weitere Besonderheit besteht darin, dass fast alle Bahnhofsgebäude an der Strecke bis heute zwar renoviert, aber weitgehend im Originalzustand erhalten wurden und zum Teil unter Denkmalschutz stehen (Beispiel: Giesinger Bahnhof).